# Jack Cover
Jack Cover, pseudonimo di John Higson Jr. (New York, 6 aprile 1920 – Mission Viejo, 7 febbraio 2009), è stato un fisico e inventore statunitense.

## Biografia
Cover nacque a New York e crebbe a Chicago, figlio di un professore di economia, mentre sua madre ottenne un master in matematica all'Università di Chicago. Cover conseguì una laurea e un dottorato in fisica nucleare presso la medesima università, studiando con Enrico Fermi. Durante la seconda guerra mondiale, fu un pilota collaudatore dell'Aeronautica militare statunitense. In seguito lavorò presso la Naval Air Weapons Station China Lake, fu uno scienziato del North America Aviation dal 1952 al 1964 e lavorò anche per la NASA (programma Apollo), IBM e Hughes Aircraft.
Nel 1970, fondò la Taser Systems Inc., ispirato dal nome di un romanzo di Tom Swift (Thomas A. Swift's Electric Rifle). Poiché il Taser adoperava la polvere da sparo per lanciare le freccette, il governo federale la considerò un'arma da fuoco, non adatto ai civili e scoraggiò anche le vendite alla polizia e militari.

## Vita privata
Cover si sposò tre volte, le prime due concluse con un divorzio, mentre il suo ultimo matrimonio fu con Ginny ed ebbe quattro figli. Cover si ammalò di Alzhaimer e morì di polmonite il 7 febbraio 2009 nella casa di riposo Golden West a Mission Viejo, in California